# Pleurosicya fringilla
Pleurosicya fringilla es una especie de peces de la familia de los Gobiidae en el orden de los Perciformes.

## Morfología
Los machos pueden llegar a alcanzar los 2,2 cm de longitud total.

## Distribución geográfica
Se encuentra desde Sodwana Bay (Sudáfrica) hasta las Islas Gambier, las Islas Ryukyu y Australia.

## Observaciones
Es inofensivo para los humanos.